# Ectoedemia andalusiae
Ectoedemia andalusiae is een vlinder uit de familie dwergmineermotten (Nepticulidae). De wetenschappelijke naam is voor het eerst geldig gepubliceerd in 1985 door van Nieukerken.
De soort komt voor in Europa.